# ジェームス・マッカーシー
ジェームス・マッカーシー（James McCarthy, 1990年11月12日 - ）は、スコットランド・グラスゴー出身でアイルランド代表のサッカー選手。セルティックFC所属。ポジションはMF。アイルランド系のスコットランド人である。
マッカーシーは、まずハミルトン・アカデミカルFCで公式戦100試合以上に出場した後、2009年に移籍金120万ポンドでサンダーランドAFCと契約した。代表としては、スコットランドに生まれながらも、アイルランド代表を選択しており、2010年3月3日に親善試合のブラジル戦でA代表初出場、2011年3月26日にUEFA EURO 2012予選のマケドニア戦で公式戦初出場を飾った。

## 経歴

### 生い立ち

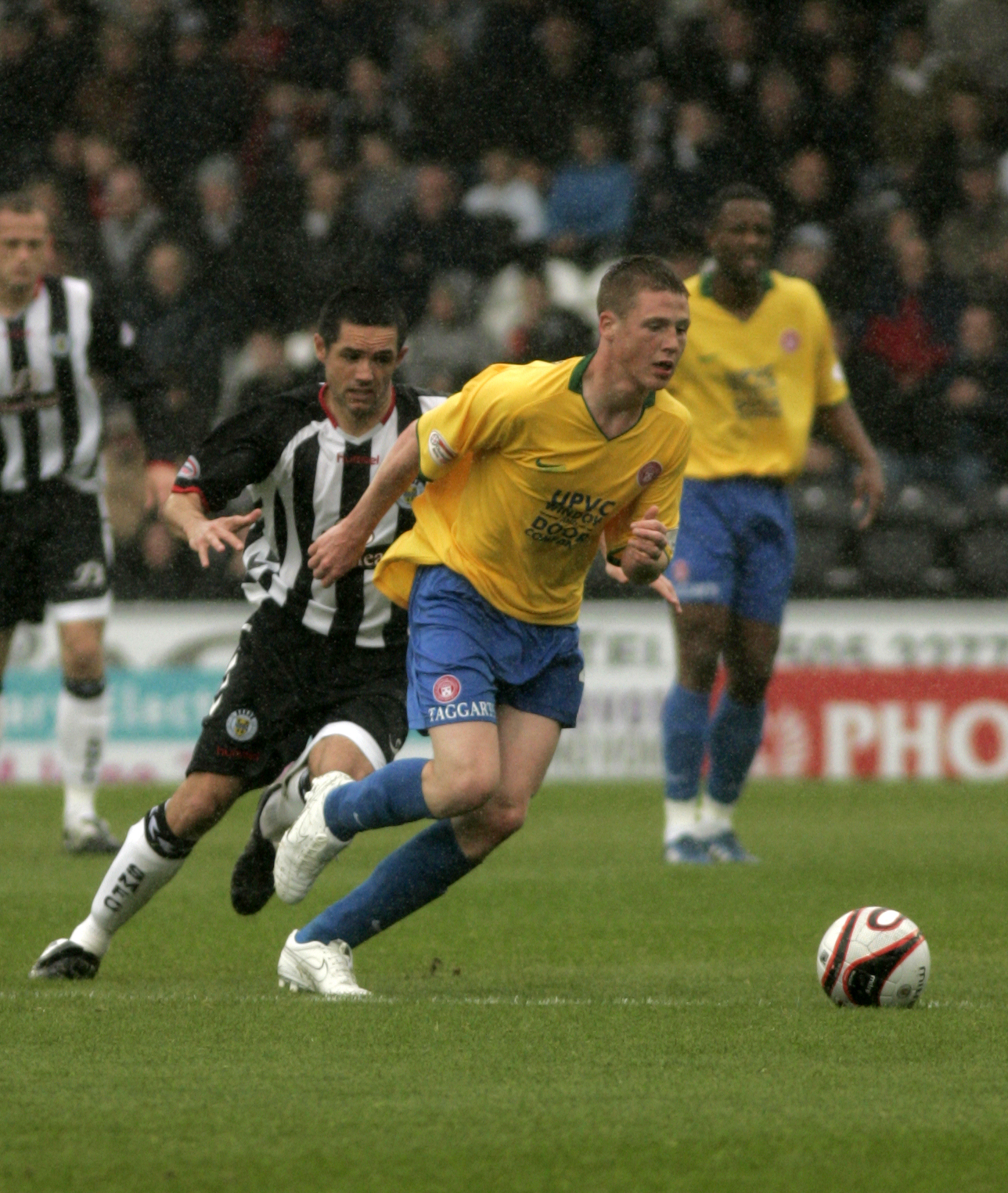
マッカーシー (2009年5月)

1930年代にアイルランドからスコットランドに移住した父を持つ母マリーとスコットランド人の父ウィリーの下、4兄弟の末っ子としてスコットランドのグラスゴーに生まれ育つ。幼少のころからセルティックFCのファンだったこともあり、下部組織への入団を志していたが、既に多くの選手が在籍していたために叶わなかった。

### クラブ

#### ハミルトン・アカデミカル
中学卒業後にハミルトン・アカデミカルFCでプロキャリアを開始し、2006年9月30日にスコティッシュ・フットボールリーグ・ファーストディビジョン (スコットランド2部)のクイーン・オブ・ザ・サウスFC戦において、21世紀以降でクラブ最年少となる15歳で初出場、誕生日前日の11月11日にエアドリー・ユナイテッドFC戦で初先発、2007年1月6日にスコティッシュカップのリヴィングストンFC戦で初得点を挙げ、クラブ史上最年少となる16歳と55日での得点を記録した。
デビューシーズンながらも冬には、プレミアリーグ (イングランド1部)のレディングFCとリヴァプールFCのトライアルを受けたマッカーシーは、最終的に不合格で残留することになったが、翌2007-08シーズンにはリーグの最優秀若手選手賞を受賞する活躍で昇格に貢献して契約を3年延長すると、キャリア初となったスコティッシュ・プレミアリーグ (1部)の舞台においても活躍を見せ、2007-08シーズンのスコットランドPFA年間最優秀若手選手賞を受賞した。

#### ウィガン・アスレティック

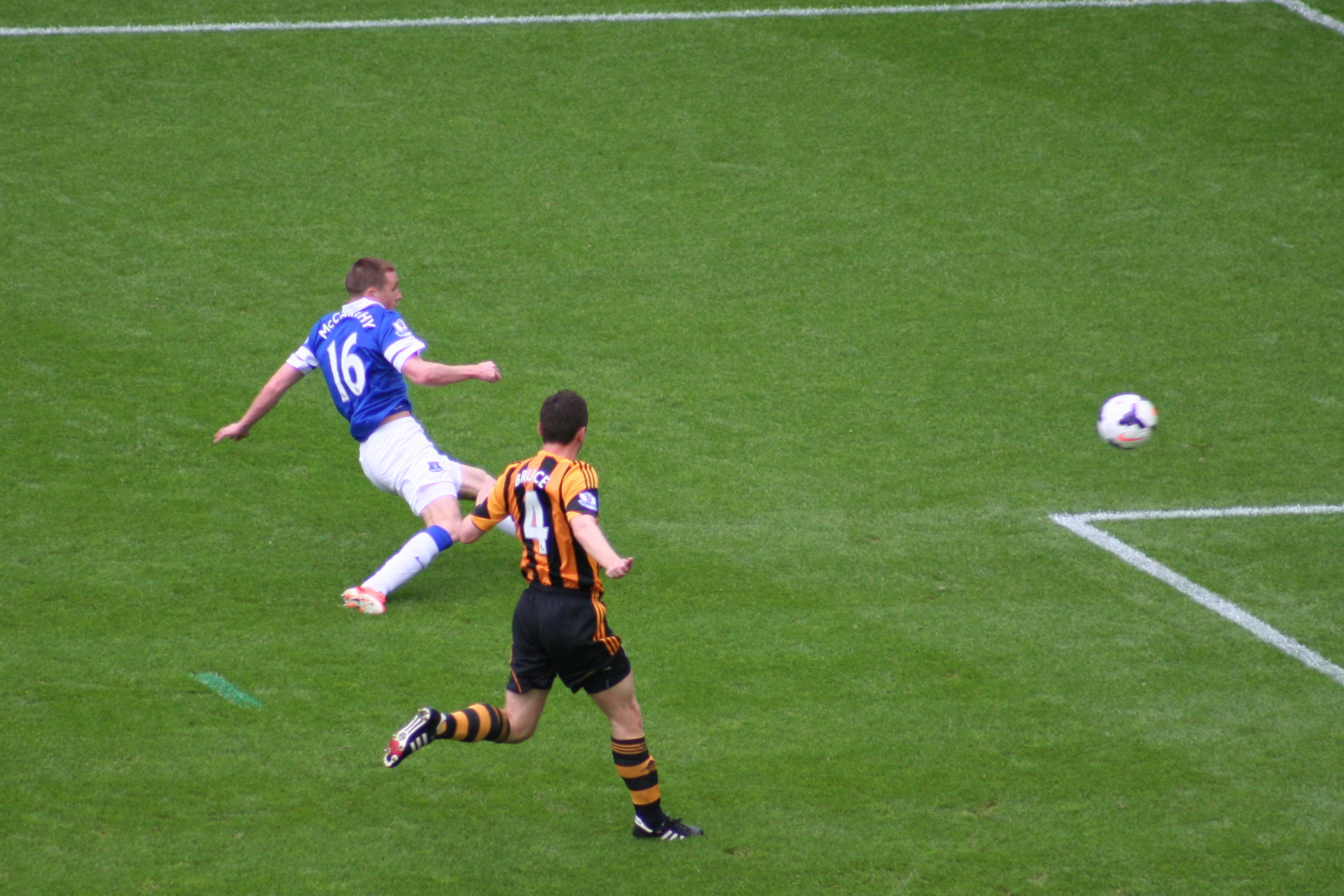
エヴァートンFCでの初得点を挙げるマッカーシー

2008-09シーズンの活躍によって、同リーグのセルティック、イングランド1部のバーンリーFC、ポーツマスFC、ウルヴァーハンプトン・ワンダラーズFC、ウィガン・アスレティックFCからオファーをされ、2009年7月21日にウィガンと移籍金120万ポンド (インセンティブ最大300万ポンド)で5年契約を締結する。8月22日のマンチェスター・ユナイテッドFC戦 (0-5)において74分から初出場を飾って以来、途中出場が続く中、2010年1月2日のFAカップでのハル・シティAFC戦 (4-1)において初得点を挙げる等でアピールし、1月16日のウルヴァーハンプトン戦において待望のリーグ戦初先発出場すると共にリーグ戦初得点も記録した。
翌2010-11シーズンは、開幕から先発を務める最高のスタートを切ったものの、2010年10月23日のボルトン・ワンダラーズFC戦で相手のファブリス・ムアンバに背後からタックルをされたことで深刻な足首の負傷となる。しかし、約3ヶ月後の2011年1月25日のアストン・ヴィラFC戦において、先発で復帰を果たすと共に初得点を挙げる負傷を感じさせない活躍を見せており、2月5日のブラックバーン・ローヴァーズFC戦 (4-3)においては2得点を挙げた。同月下旬のマンチェスター・ユナイテッド戦 (0-4)においては、前半早々にボールとは無関係の所で相手のウェイン・ルーニーから駆け寄られて肘打ちを貰うも、主審の判断は相手への注意のみにとどまり、ウィガン側のフリーキックで再開となった。この事件は議論を呼び、ルーニーとの衝突の際に倒れずに踏みとどまったマッカーシーの対応は賞賛され、同僚で主将のガリー・コールドウェルからも同様に賞賛されつつ、正直に倒れていた場合にはルーニーが退場となっていたとも言われた。
2011年8月23日にはクラブと契約を5年延長する。2013年5月11日にマンチェスター・シティFCを下し、クラブ史上初となるFAカップ獲得に貢献した。

#### エヴァートン
2013年9月1日にエヴァートンFCから移籍金1000万ポンドのオファーをウィガンに断れるも、その2日後に移籍金1300万ポンドでウィガン時代に師事したロベルト・マルティネス監督率いる同クラブにマルアン・フェライニの後釜として契約する。初出場を飾ったチェルシーFC戦で好プレーを見せると、シーズンを通して定位置を確保し、ギャレス・バリーと中央でゴンビを組んでクラブ史上最高となる勝ち点72獲得に貢献したプレーは、マルティネス監督に2013-14シーズンの間に自身の価値が倍増したと言わしめた。シーズン最終節のハル・シティFC戦において、初得点を記録した。
2014-15シーズンは相次ぐ負傷に苦しむことになった。2014年11月27日にUEFAヨーロッパリーグ 2014-15のVfLヴォルフスブルク戦でハムストリングを負傷したことで、12月26日のストーク・シティFC戦までの約1ヶ月離脱しており、復帰2試合目となった同月28日のニューカッスル・ユナイテッドFC戦でハムストリングの懸念から前半終了後に交代となると、今度は2015年2月7日のリヴァプールとのマージーサイド・ダービーまで離脱していた。

#### クリスタル・パレス
2019年8月7日、クリスタル・パレスFCへ完全移籍。

#### セルティック
2021年8月3日、セルティックFCにフリー移籍で加入し、4年契約を結んだ。

### 代表歴

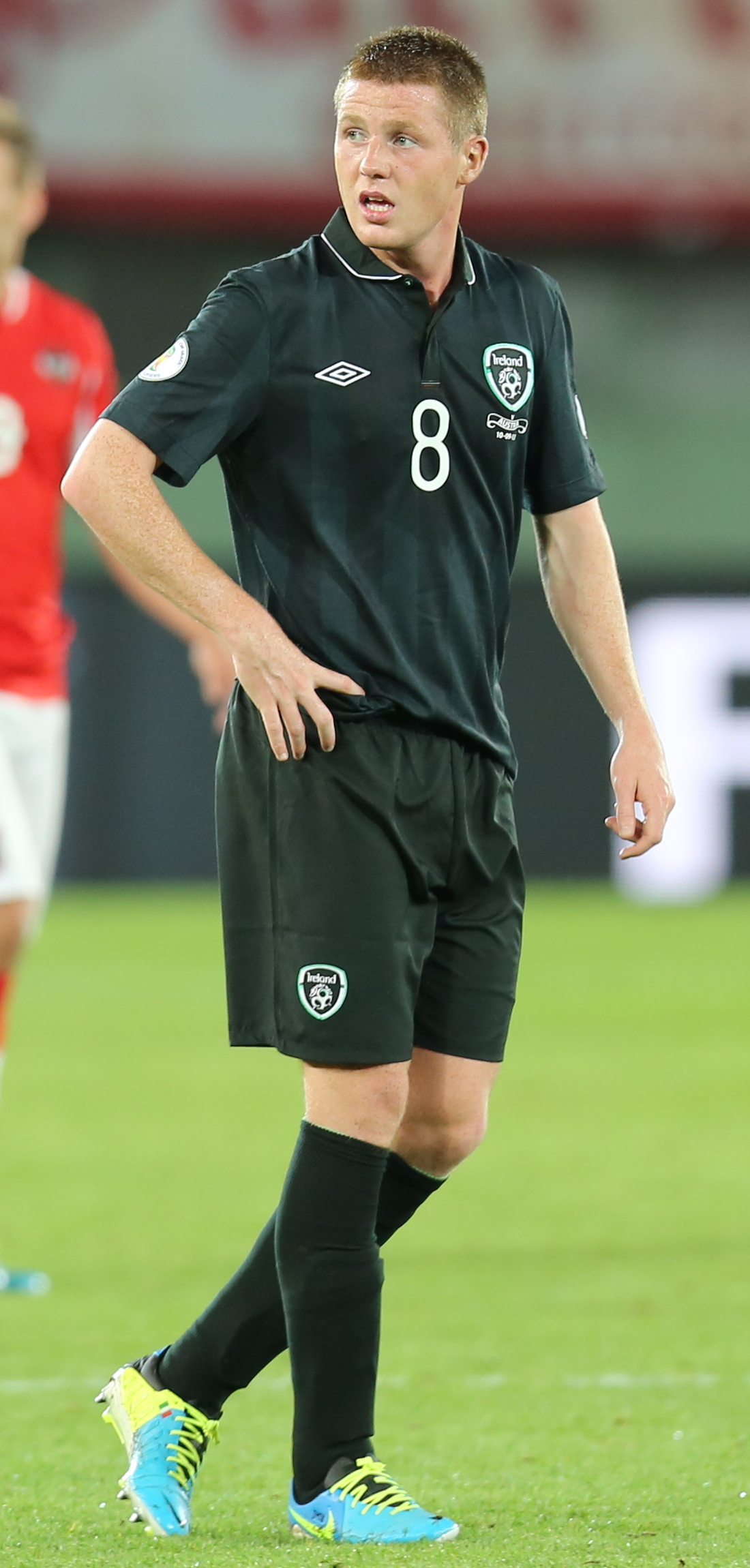
アイルランド代表でのマッカーシー (2013)

スコットランドに生まれながらも、祖父がアイルランドのドニゴール県出身だったことでアイルランド代表での出場資格があり、2007年の16歳の時にアイルランド代表としてプレーすることを選択する。その後、スコットランド代表から幾度も誘われたものの、その都度アイルランド代表でプレーすることを強調したマッカーシーは、U-17として2007年1月23日のイタリア戦で初出場、3月のギリシャ戦で初得点を挙げて3試合1得点を記録すると、すぐさま、U-18に昇格し、11月にはドイツ戦において初出場、同月15日の再戦で2得点を挙げた。なお、同年9月には、U-19としてポルトガル戦において初出場を記録している。
U-21でプレーした後の2010年2月、ロンドンで行われるブラジルとの親善試合に向けてA代表に初招集され、3月3日の同試合においてリアム・ローレンスとの交代で70分から初出場を飾る。2011年のウェールズとのネイションズカップを前にして代表から離脱した行動により、議論の中心となる。今まで親善試合のブラジル戦のみにしか出場していなかったことで、FIFAの規則的に代表変更が可能となっていたため、スコットランドへ代表変更するとの憶測が呼び、ジョバンニ・トラパットーニ監督が今後もアイルランド代表でのプレーを確認するも、なかなか沈静することはなく、2011年3月にUEFA EURO 2012予選のマケドニア戦において、ロビー・キーンとの交代出場で公式戦初出場するまで論争は続いた。5月には、ネイションズカップにおいて北アイルランドと故郷のスコットランドと対戦する機会があったものの、クラブでの負傷によって全治1ヶ月の影響から招集を断っており、代表チームが同大会で優勝していたにもかかわらず、出場機会はなかった。また、UEFA EURO 2012においては、メンバー23人に入る予定だったが、父親が癌と診断されたことで辞退している。
2014 FIFAワールドカップ・ヨーロッパ予選では、全10試合中9試合に出場したように中心選手としてプレーし、フェロー諸島戦とスウェーデン戦でマン・オブ・ザ・マッチを受賞する活躍を見せたが、本大会出場は叶わなかった。

## 個人成績

### クラブでの成績
2017年5月26日現在
出典:
| 所属クラブ               | シーズン         | リーグ                 | リーグ | リーグ | カップ | カップ | リーグカップ | リーグカップ | その他 | その他 | 合計 | 合計 |
| 所属クラブ               | シーズン         | 所属リーグ             | 出場   | 得点   | 出場   | 得点   | 出場         | 得点         | 出場   | 得点   | 出場 | 得点 |
| ------------------------ | ---------------- | ---------------------- | ------ | ------ | ------ | ------ | ------------ | ------------ | ------ | ------ | ---- | ---- |
| ハミルトン・アカデミカル | 2006-07          | ファーストディビジョン | 23     | 1      | 1      | 1      | 0            | 0            | 0      | 0      | 24   | 2    |
| ハミルトン・アカデミカル | 2007-08          | ファーストディビジョン | 35     | 6      | 2      | 0      | 5            | 1            | 1[a]   | 0      | 43   | 7    |
| ハミルトン・アカデミカル | 2008-09          | プレミアリーグ         | 37     | 6      | 3      | 0      | 3            | 0            | -      | -      | 43   | 6    |
| ハミルトン・アカデミカル | 合計             | 合計                   | 95     | 13     | 6      | 1      | 8            | 1            | 1      | 0      | 110  | 15   |
| ウィガン・アスレティック | 2009-10          | プレミアリーグ         | 20     | 1      | 3      | 1      | 1            | 0            | -      | -      | 24   | 2    |
| ウィガン・アスレティック | 2010-11          | プレミアリーグ         | 24     | 3      | 1      | 0      | 2            | 0            | -      | -      | 27   | 3    |
| ウィガン・アスレティック | 2011-12          | プレミアリーグ         | 33     | 0      | 0      | 0      | 1            | 0            | -      | -      | 34   | 0    |
| ウィガン・アスレティック | 2012-13          | プレミアリーグ         | 38     | 3      | 4      | 0      | 0            | 0            | -      | -      | 42   | 3    |
| ウィガン・アスレティック | 2013-14          | チャンピオンシップ     | 5      | 0      | -      | -      | -            | -            | 1[b]   | 0      | 6    | 0    |
| ウィガン・アスレティック | 合計             | 合計                   | 120    | 7      | 8      | 1      | 4            | 0            | 1      | 0      | 133  | 8    |
| エヴァートン             | 2013-14          | プレミアリーグ         | 34     | 1      | 4      | 0      | 1            | 0            | -      | -      | 39   | 1    |
| エヴァートン             | 2014-15          | プレミアリーグ         | 28     | 2      | 0      | 0      | 1            | 0            | 8      | 0      | 37   | 2    |
| エヴァートン             | 2015-16          | プレミアリーグ         | 29     | 2      | 4      | 0      | 4            | 0            | -      | -      | 37   | 2    |
| エヴァートン             | 2016-17          | プレミアリーグ         | 12     | 1      | 0      | 0      | 1            | 0            | -      | -      | 13   | 1    |
| エヴァートン             | 合計             | 合計                   | 104    | 6      | 8      | 0      | 7            | 0            | 8      | 0      | 127  | 6    |
| キャリア通算成績         | キャリア通算成績 | キャリア通算成績       | 319    | 26     | 22     | 2      | 19           | 1            | 10     | 0      | 370  | 29   |

a. ^ スコティッシュ・チャレンジカップ
b. ^ FAコミュニティ・シールド

### 代表での成績
出典:
| アイルランド代表 | アイルランド代表 | アイルランド代表 |
| 年               | 出場             | 得点             |
| ---------------- | ---------------- | ---------------- |
| 2010             | 1                | 0                |
| 2011             | 2                | 0                |
| 2012             | 6                | 0                |
| 2013             | 13               | 0                |
| 2014             | 2                | 0                |
| 2015             | 9                | 0                |
| 2016             | 8                | 0                |
| 通算             | 41               | 0                |

## タイトル

### クラブ
ハミルトン・アカデミカルFC
- スコティッシュ・フットボールリーグ・ファーストディビジョン : 2007-08

ウィガン・アスレティックFC
- FAカップ : 2012-13

### 個人
- スコティッシュ・フットボールリーグ・ファーストディビジョン月間最優秀若手選手賞 : 2007年10月度[47]
- スコティッシュ・フットボールリーグ・ファーストディビジョン年間最優秀若手選手賞 : 2007-08[4]
- スコティッシュ・プレミアリーグ月間最優秀若手選手賞 : 2008年12月度[48], 2009年1月度[49]
- スコットランドPFA年間最優秀若手選手賞（英語版） : 2009[6]
- FAIインターナショナル・フットボール・アワーズ（英語版）年間最優秀若手選手部門 : 2012[50], 2013[51]